# Ханс Холбајн Старији
Ханс Холбајн Старији (Аугсбург, око 1465 — 1524) је био немачки сликар и цртач.

## Живот и дело
Његов рад припада периоду преласка из касне готике у рану ренесансу. Био је отац Ханса Холбајна Млађег. Његово име забележено је у повељама у Улму (1493), Аугсбургу (од 1494), Франкфурту (1501) и Луцерну (1517-19). Вероватно се школовао у Аугсбургу и Улму. Познавао је холандско сликарство што се у погледу мотива види у његовим раним радовима, олтарским сликама за катедралу у Аугсбургу (1493).
Његов опус обухвата велики број циклуса слика за олтаре на расклапање, портрете и нацрте за сликарство на стаклу и златарске радове. У његовом позном сликарству уочавају се елементи италијанске ренесансе али је Холбајн ипак остао одан позноготичкој традицији нарочито у погледу иконографије и перспективе као и код телесних својстава фигура. Превазишао је локални колорит позног средњег века. Индивидуално обликованим цртама лица на својим портретима утицао је на сликаре Дирерове епохе а нарочито на своје синове, Ханса Холбајна Млађег и Амброзијуса Холбајна.
У Холбајновим раним делима може се уочити утицај његовог учитеља Мартина Шонгауера, Рохира ван дер Вејдена чије је дело са сигурношћу познавао као и Ханса Мемлинга.
Уметничку самосталност је проказао већ у својим најранијим делима. Најзначајније дело у његовим почетцима је Вајнгартенски олтар (1493, сада у аугсбурској катедрали). Затим га је на њега више од једног десетлећа извршио утицај Јан ван Ајк и келнска школа.
У односу на то да је посећивао Улм и сарађивао са вајарем Михаелом Ерхартом имао је у ово доба утицај на улмску школу. Како се са уметношћу Матијаса Гриневалда сусреће и упознаје још 1500. године у Франкфурту или тек у Алзасу није сасвим познато и утвршено.
На почетку Холбајновог другог сликарског раздобља (око године 1509) стоји рад у базилици Санта Марија Мађоре (1499) за аугсбуршке доминиканке. Следио је олтар доминиканске цркве у Франкфурту (1500- 1501) и главни олтар цистерцијанске цркве у Кајсхајму. Најпознатији је олтар базилике св. Павла који се данас налази у аугсбурској галерији који је радио са оба своја сина Хансом и Амброзијусом. У ово доба је сликар материјално добро стајао тако да родбина није оскудевала.
Позно доба његовог стваралаштва представља олтар у Хохенбургу који се данас налази у галерији у Прагу. Он је под утицајем Италијанске ренесансе и Холбајнове фигуре добијају ренесансну телесност и умести готских декоративних елемената се јављају ренесансни мотиви као, на пример, аморети. Последња његова слика која је позната је Бунар живота (1519) данас у народном музеју у Лисабону која је једна од најзначајнијих слика Мадоне у немачком сликарству.
За свог живота Холбајн је био на гласу као један од првих сликара у Немачкој који је одступио од тврдих и оштрих набора тканина из доба готике и сликао на ренесансни начин позадине у својим сликама. Почео је да употребљава сликарске италијанске ликовне елементе и начине сликања којим је надокнађивао немачку укоченост и тачност у прилазима сликању што је после њега завршио његов син Ханс и постао је пример за целу сликарску генерацију у првој половини 16. века на челу са Албрехтом Дирером. Захваљујући фалсификованим потписима и документима много његових дела се приписивало његовом сину Хансу Холбајну Млађем и он је временом упао у заборав али се у последње доба у овом зевело доста реда.